# 扎亞奇夫卡
51°16′33″N 25°11′30″E / 51.27583°N 25.19167°E
扎亞奇夫卡（烏克蘭語：Заячівка），是烏克蘭的村落，位於該國西部沃倫州，由科韋利區負責管轄，面積0.96平方公里，海拔高度162米，2001年人口150，人口密度每平方公里155.76人。